# IV. arméfördelningen (1893–1927)
IV. arméfördelningen var en arméfördelning inom svenska armén som verkade i olika former åren 1893–1927. Förbandsledningen var förlagd i Stockholms garnison i Stockholm.

## Historik
Genom 1892 års härordning bildades 4. arméfördelningen 1893, arméfördelningen ersatte då det tidigare 4. militärdistriktet. År 1902 antogs namnet IV. arméfördelningen. I samband med försvarsbeslutet 1925 avvecklades IV. arméfördelningen, i dess ställe bildades den 1 januari 1928 Östra arméfördelningen.

## Verksamhet
Arméfördelningschef hade en särskild stab, vilken bestod av 1 stabschef och 1 generalstabsofficer (båda på generalstabens stat), 2 såsom adjutanter ur underlydande truppförband kommenderade officerare, 1 fortifikationsofficer (på fortifikationens stat), 1 fördelningsintendent och 1 expeditionsintendent (på intendenturkårens stat), 1 fördelningsläkare och 1 fördelningsveterinär.

### Inskrivningsområde
År 1925 omfattade IV. arméfördelningen följande inskrivningsområden: Örebro-, Södermanlands- och Stockholms inskrivningsområden.

## Ingående enheter

### 1915
År 1915 bestod arméfördelningen av följande förband:

- Svea livgarde (I 1)
- Göta livgarde (I 2)
- Livregementets grenadjärer (I 3)
- Södermanlands regemente (I 10)
- Vaxholms grenadjärregemente (I 26)
- Livgardet till häst (K 1)
- Svea artilleriregemente (A 1)
- Positionsartilleriregementet (A 9)
- Svea ingenjörkår (Ing 1)
- Fälttelegrafkåren (Ing 3)
- Svea trängkår (T 1)

### 1925
År 1925 bestod arméfördelningen av nedanstående förband.

- 7. infanteribrigaden: Svea livgarde (I 1) och Göta livgarde (I 2)
- 8. infanteribrigaden: Livregementets grenadjärer (I 3) och Södermanlands regemente (I 10)
- Vaxholms grenadjärregemente (I 26)
- Livgardet till häst (K 1)
- Svea artilleriregemente (A 1)
- Positionsartilleriregementet (A 9)
- Svea ingenjörkår (Ing 1)
- Fälttelegrafkåren (Ing 3)
- Svea trängkår (T 1)
- Intendenturkompaniet i Stockholm (Int 1)

## Förläggningar och övningsplatser
Staben samt förbandsledningen för IV. arméfördelningen förlades 1893 till Fredrikshovs slott, för att flyttas den 1 april 1913 till Östermalmsgatan 87 i Stockholm.

## Förbandschefer
- 1893–1896: Kronprins Gustaf[4]
- 1896–1905: Hemming Gadd
- 1905–1910: Casten Warberg
- 1910–1916: Hugo Jungstedt
- 1917–1918: Johan Gustaf Fabian Wrangel
- 1918–1919: Karl Toll (tillförordnad)
- 1919–1927: Karl Toll

## Namn, beteckning och förläggningsort
| 4. arméfördelningen  | 1893-10-01 | – | 1901-12-31 |
| IV. arméfördelningen | 1902-01-01 | – | 1927-12-31 |

| Stockholms garnison (F) | 1893-10-01 | – | 1927-12-31 |